# Stowarzyszenie Archiwistów Polskich
Stowarzyszenie Archiwistów Polskich (SAP) – założona w 1965 organizacja skupiająca archiwistów w Polsce. Ma siedzibę w Warszawie.

## Prezesi
- Jadwiga Jankowska (1965-1967)
- Zygmunt Kolankowski (1967-1983)
- Mieczysław Motas (1983-1993)
- Władysław Stępniak (1993-2002)
- Jarosław Porazinski (2002-2012)
- Kazimierz Jaroszek (od 2012 r.)
- Andrzej Jabłoński (od 2022 r.)

## Sekretarze Generalni
- Józef Żeglicki (1965-1967)
- Czesław Jesionek (1967-1981)
- Władysław Mroczkowski (1981-1988)
- Rafał Mozołowski (1988-1991)
- Marek Lewtak (1991-1997)
- Zbigniew Pustuła (1997-2001)
- Jan Macholak (2001-2002)
- Krzysztof Stryjkowski (2002-2007)
- Waldemar Chorążyczewski (2007-2012)
- Marlena Koter (2012-2017)
- Wiesław Nowosad (od 2017)